# Ricagambeda
Ricagambeda ist eine germanische Göttin, die durch eine Inschrift auf einem Weihestein aus dem 2. Jahrhundert einzig belegt ist.
Im Tempelbezirk des Kastells Blatobulgium am Hadrianswall beim schottischen Ort Birrens steht dieser Weihestein neben anderen Steinen, die römischen und keltischen Gottheiten gestiftet sind (Mars, Minerva, Viradesthis). Neben der Ricagambeda findet sich ein Stein, der ebenfalls germanisch zuordenbar ist: der der Göttin Harimella.
Siegfried Gutenbrunner sieht durch den einzigen Beleg eine germanische Zuortbarkeit und möglicher Aufgliederung des Namens (Rica-gamb-eda, Rica-gam-beda, Ric-agam-beda) mehrere Optionen der Deutung. Das erste Glied zu germanisch *rīka = mächtig, reich. Das weitere Teil lässt sich zwanglos zu zwei Gliedern aufteilen; entweder in -gambe-da, oder -gam-beda. Die Option -gambe lässt sich zu angelsächsisch (altenglisch) gambe = Tribut stellen, und -gam-beda zum Namen der Göttin Beda (die Gebieterin) als die „starke Gebieterin“. Gutenbrunner lässt die Deutung offen, schließt eine Funktion als Kriegsgöttin jedoch aus. Rudolf Simek sieht von allen Deutungsoptionen die Form „die starke Gebieterin“ am zutreffendsten.